# Henry de Bathe (4e baronnet)
Pour les articles homonymes, voir Bathe.
Henry Percival de Bathe (19 juin 1823 - 5 janvier 1907) est un officier de l'armée britannique qui a atteint de hautes fonctions dans les années 1870.

## Jeunesse
Il est né à La Valette, Malte en 1823, le fils de Sir William Plunkett de Bathe, 3e baronnet. En 1838, il est page au couronnement de la reine Victoria.

## Carrière militaire
Il entre dans les gardes écossais en 1839 et sert dans la guerre de Crimée, pendant laquelle il est le commandant en second de son bataillon au siège de Sébastopol. Il est également présent à la bataille de Traktir Bridge comme Aide de camp de Lord Rokeby. Il est nommé commandant des Scots Guards en 1864.
Il hérite du titre de baronnet en 1870. En 1874, il est nommé officier général commandant le district du Nord et en 1876, il est promu Lieutenant général. Il est promu de nouveau comme général en 1879 et prend sa retraite en 1883.
En 1880, Bathe est nommé colonel honoraire du The King's Regiment of Light Infantry (Bucks Volunteers), transféré après la fusion de 1881 pour être colonel du 2nd Battalion, Kings Shropshire Light Infantry. Il est juge de paix et sous-lieutenant du comté de Meath, ainsi que juge de paix de Sussex.

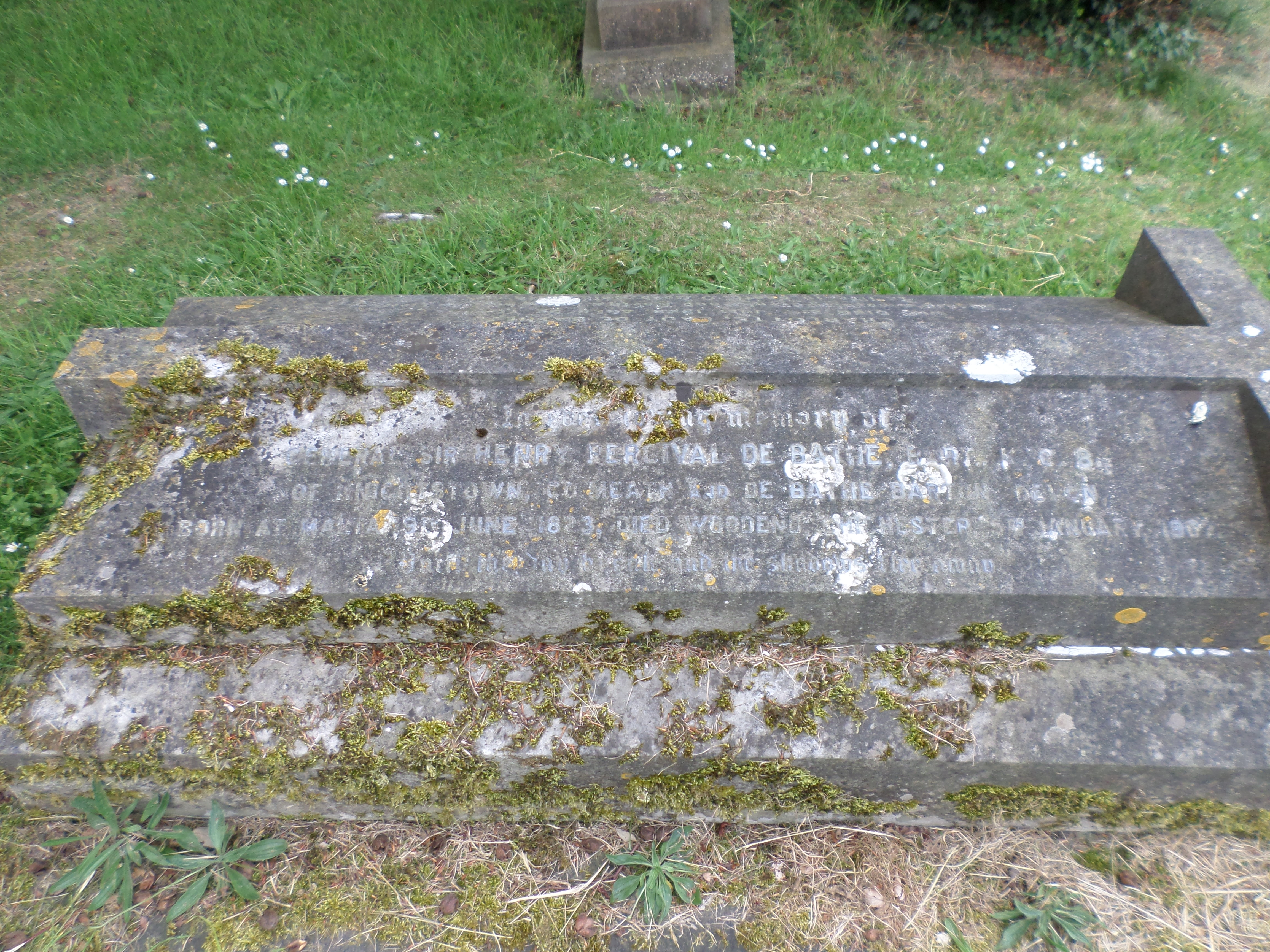
Tombe de Sir Henry Percival de Bathe et de son épouse Charlotte

## Famille
Le père de Bathe est décédé en mars 1870, ce qui lève l'objection finale à son mariage avec Charlotte Clare, avec qui il vit depuis environ treize ans hors mariage. Ils ont sept enfants avant le mariage et, en février 1928, quatre de ces enfants déposent auprès de la Haute Cour de justice une requête en déclaration de légitimité en vertu de la loi de 1926 sur la légitimité. Il s'agit de la vicomtesse Burnham, de Lady Somerleyton, de Mme Winifred McCalmont et de Maximilian John de Bathe. La douairière de 90 ans, Lady de Bathe, confirme les faits et la requête est acceptée. Hugo Gerald de Bathe est leur premier fils né dans le mariage (1871) et reste l'héritier du titre de baronnet malgré la légitimation de son frère aîné.
Bathe vit à Wood End, près de Chichester, où il meurt le 5 janvier 1907, à l'âge de 83 ans. Sa femme et lui sont enterrés ensemble dans le cimetière de l'église St Andrew, West Stoke. Leur fille aînée, Mary Archdale, est enterrée près d'eux.